# Duos (album de Julien Clerc)
 (janvier 2020).
Si vous disposez d'ouvrages ou d'articles de référence ou si vous connaissez des sites web de qualité traitant du thème abordé ici, merci de compléter l'article en donnant les références utiles à sa vérifiabilité et en les liant à la section « Notes et références ».
Pour les articles homonymes, voir Duo (homonymie).
Albums de Julien Clerc
À nos amours
(2017) Terrien
(2021)
Duos est le vingt-cinquième album studio de Julien Clerc, sorti le 22 novembre 2019 sur le label Parlophone (Warner Music Group). 
Il est composé des succès du chanteur repris en duos avec d'autres artistes. Julien Clerc a ainsi choisi de célébrer ses 50 ans de carrière,,.

## Liste des chansons
L'album est composé de 12 chansons :
| No  | Titre                                                     | Paroles                                  | Musique                 | album original (année)                            | Durée |
| --- | --------------------------------------------------------- | ---------------------------------------- | ----------------------- | ------------------------------------------------- | ----- |
| 1.  | Ma préférence (avec Calogero)                             | Jean-Loup Dabadie                        | Julien Clerc            | Jaloux (1978)                                     | 3:32  |
| 2.  | Fais-moi une place (avec Vanille)                         | Françoise Hardy                          | Julien Clerc            | Fais-moi une place (1990)                         | 3:31  |
| 3.  | Ce n'est rien (avec Zaz)                                  | Étienne Roda-Gil                         | Julien Clerc            | Niagara (1971)                                    | 3:42  |
| 4.  | Femmes, je vous aime (avec Vianney)                       | Jean-Loup Dabadie                        | Julien Clerc            | Femmes, Indiscrétion, Blasphème (1982)            | 4:13  |
| 5.  | Mélissa (avec Philippe Katerine)                          | David McNeil                             | Julien Clerc            | Aime-moi (1984)                                   | 3:24  |
| 6.  | Laissons entrer le soleil (avec Soprano)                  | Gerome Ragni - James Rado                | Arthur Terence McDermot | Hair (1967)                                       | 2:48  |
| 7.  | Double Enfance (avec Maxime Le Forestier)                 | Maxime Le Forestier                      | Julien Clerc            | Double Enfance (2005)                             | 2:58  |
| 8.  | Ballade pour un fou (Loco, loco) (avec Florent Pagny)     | Horacio Ferrer - Adapt. Étienne Roda-Gil | Astor Piazzolla         | 45 tours Ballade pour un fou (Loco, loco) (1975)  | 4:16  |
| 9.  | Utile (avec Christophe Maé)                               | Étienne Roda-Gil                         | Julien Clerc            | Utile (1992)                                      | 3:01  |
| 10. | Danse s'y (avec Sandrine Kiberlain)                       | Étienne Roda-Gil                         | Julien Clerc            | Terre de France (1974)                            | 3:26  |
| 11. | Souffrir par toi n'est pas souffrir (avec Francis Cabrel) | Étienne Roda-Gil                         | Julien Clerc            | N° 7 (1975)                                       | 4:04  |
| 12. | Jouez violons, sonnez crécelles (avec Carla Bruni)        | Étienne Roda-Gil                         | Julien Clerc            | Liberté, Égalité, Fraternité... ou la Mort (1972) | 2:21  |

## Classements hebdomadaires
| Classement (2019)            | Meilleure place |
| ---------------------------- | --------------- |
| Belgique (Flandre Ultratop)  | 121             |
| Belgique (Wallonie Ultratop) | 6               |
| France (SNEP)                | 14              |
| Suisse (Schweizer Hitparade) | 14              |
| Suisse (Charts Romandie)     | 3               |

## Certifications
| Pays          | Certification | Équivalent ventes |
| ------------- | ------------- | ----------------- |
| France (SNEP) | Or            | 50 000            |